# Odontophorus balliviani
El corcovado enmascarado (Odontophorus balliviani) es una especie de ave galliforme de la familia Odontophoridae.
Su nombre científico hace referencia al presidente boliviano José Ballivián.
Vive en la selva húmeda de los Andes del sur del Perú y oeste de Bolivia. Mide unos 27 cm y pesa alrededor de 325 g.